# Apparato d'informazioni generali
L'Apparato d'Informazioni Generali (in arabo جهاز المخابرات العامة‎?, Gihāz al-Mukhābarāt al-ʿĀmma), spesso chiamato semplicemente Mukhabaràt (in arabo  المخابرات‎?, al-Mukhābarāt), è il principale servizio segreto dell'Egitto, delegato alla sicurezza interna (controspionaggio) ma anche autorizzata a svolgere il servizio d'intelligence fuori dei confini nazionali.

## Storia
Fu istituito negli anni cinquanta. Nel corso di numerosi anni il suo nome era conosciuto soltanto agli alti funzionari e ai direttori dei giornali governativi. Abbas Kamel è il capo del Gihāz al-Mukhābarāt al-ʿĀmma dal 2018. Il suo predecessore più noto era stato ʿUmar Sulaymān, dal 1993 al 2011. È il servizio su cui fa più affidamento il governo per l'azione di contrasto ai Fratelli Musulmani e ai gruppi operanti nel Sinai.
Altri servizi d'informazione sono la Idārat al-Mukhābarāt al-Harbiyya wa al-Istiṭlāʿ (Direzione dei Servizi Militari e d'Indagine) e il Gihāz Mabāḥith Amn al-Dawla (Apparato d'Informazioni per la Sicurezza dello Stato).

## Responsabili dell'Apparato
1. Zakariyya Muhyi al-Din (1954–1956)
2. Ali Sabri (1956–1957)
3. Salah Nasr al-Nagumi (1957–1967)
4. Amin Huwaydi (1967–1970)
5. Muhammad Hafiz Isma'il (1970)
6. Ahmad Kamil (1970–1971)
7. Ahmad Isma'il 'Ali (1971–1973)
8. Ahmad Abd al-Salam Tawfiq (1973–1975)
9. Kamal Hasan Ali (1975–1978)
10. Muhammad Sa'id al-Mahi (1978-1981)
11. Muhammad Fu'ad Nassar (1981–1983)
12. Rifa'at 'Othman Jibril (1983–1986)
13. Amin Nimr (1986–1989)
14. Omar Nagm (1989–1991)
15. Nur al-Din 'Afifi (1991–1993)
16. ʿUmar Sulaymān (1993-2011)
17. Murad Murafi (2011-2012)
18. Muhammad Rifa'at Shenata (2012-2013)
19. Muhammad Ahmad Farid al-Tihami (2013-2014)
20. Khaled Fawzi (2014-2018)
21. Abbas Kamel (2018-attuale)